# Col·lisió de Coulomb
Una col·lisió de Coulomb és una col·lisió elàstica binària entre dues partícules carregades que interactuen a través del seu propi camp elèctric. Igual que amb qualsevol llei de l'invers del quadrat, les trajectòries resultants de les partícules de col·lisió són una òrbita Kepler hiperbòlica. Aquest tipus de col·lisió és freqüent en els plasmes on l'energia cinètica típica de les partícules és massa gran per produir una desviació significativa de les trajectòries inicials de les partícules que col·lideixen i, en canvi, es considera l'efecte acumulatiu de moltes col·lisions.

## Tractament matemàtic per a plasmes
En un plasma, una col·lisió de Coulomb poques vegades produeix una gran desviació. L'efecte acumulatiu de les moltes col·lisions d'angle petit és sovint més gran que l'efecte de les poques col·lisions d'angle gran que es produeixen, per la qual cosa és instructiu considerar la dinàmica de col·lisió en el límit de petites desviacions.
Podem considerar un electró de càrrega e- i massa me passant un ió de càrrega estacionària Ze+ i una massa molt més gran a una distància b amb una velocitat v. La força normal és (1 / 4πε0) Ze² / b² a l'aproximació més propera i la durada de la trobada és sobre b / v. El producte d'aquestes expressions dividit per la massa és el canvi en la velocitat perpendicular:
{\displaystyle \Delta m_{e}v_{\perp }\approx {\frac {Ze^{2}}{4\pi \epsilon _{0}}}\,{\frac {1}{vb}}}
Tingueu en compte que l'angle de desviació és proporcional a {\displaystyle 1/v^{2}}. Les partícules ràpides són «lliscoses» i, per tant, dominen molts processos de transport. L'eficiència de les interaccions entre velocitats també és la raó per la qual els productes de fusió tendeixen a escalfar els electrons en lloc de (com seria desitjable) els ions. Si un camp elèctric està present, els electrons més ràpids se senten menys arrossegats i es tornen encara més ràpids en un procés de «fugida».
Al passar a través d'un camp de ions amb densitat n, un electró tindrà moltes trobades simultànies, amb diversos paràmetres d'impacte (distància al ió) i indicacions. L'efecte acumulatiu es pot descriure com una difusió del moment normal. La constant de difusió corresponent es troba integrant els quadrats dels canvis individuals en momentum. La velocitat de col·lisió amb el paràmetre d'impacte entre b i (b + db) és nv (2πb db), de manera que la constant de difusió la dona
{\displaystyle D_{v\perp }=\int \left({\frac {Ze^{2}}{4\pi \epsilon _{0}}}\right)^{2}\,{\frac {1}{v^{2}b^{2}}}\,nv(2\pi b\,{\rm {d}}b)=\left({\frac {Ze^{2}}{4\pi \epsilon _{0}}}\right)^{2}\,{\frac {2\pi n}{v}}\,\int {\frac {{\rm {d}}b}{b}}}
Òbviament, la integral divergeix tant en paràmetres d'impacte petits com grans. A petits paràmetres d'impacte, la transferència de moment també es divergeix. Això és clarament poc físic, ja que sota les hipòtesis que s'utilitzen aquí, el moment normal perpendicular no pot tenir un valor superior al momentum inicial. Si s'estableix l'estimació anterior per {\displaystyle \Delta m_{e}v_{\perp }} igual a mv, trobem el tall inferior del paràmetre d'impacte que es tractarà.
{\displaystyle b_{0}={\frac {Ze^{2}}{4\pi \epsilon _{0}}}\,{\frac {1}{m_{e}v^{2}}}}
També podem utilitzar πb0² com a estimació de la secció transversal de col·lisions d'angle gran. En algunes condicions hi ha un límit inferior més estricte a causa de la mecànica quàntica, anomenada longitud d'ona de Broglie de l'electró, h / (mev).
A grans paràmetres d'impacte, la càrrega de l'ió està protegida per la tendència dels electrons a agrupar-se al voltant del ions i altres ions per evitar-ho. El tall superior al paràmetre d'impacte hauria de ser aproximadament igual a la longitud de Debye:
{\displaystyle \lambda _{D}={\sqrt {\frac {\epsilon _{0}kT_{e}}{n_{e}e^{2}}}}}

## Logaritme de Coulomb
La integral de 1/b produeix així el logaritme de la relació dels talls superior i inferior. Aquest nombre es coneix com el logaritme de Coulomb i està designat per lnΛ o λ. És el factor pel qual les col·lisions d'angle petit són més efectives que les col·lisions d'angle gran. Per a molts plasmes d'interès es necessiten valors entre 5 i 15. (Per fórmules convenients, consulteu les pàgines 34 i 35 del NRL Plasma formulary).
Els límits del paràmetre d'impacte integral no són nítids, però són incerts per factors de l'ordre de la unitat, donant lloc a incerteses teòriques sobre l'ordre d' 1/λ. Per aquest motiu, sovint es justifica simplement prendre l'opció convenient λ = 10. L'anàlisi aquí produeix els escalats i ordres de magnitud.